# Nossa Senhora de Međugorje
Nossa Senhora de Međugorje, também conhecida como Rainha da Paz, é a invocação dada à aparição da Virgem Maria relatada pela primeira vez a 24 de junho de 1981 por seis crianças de origem croata da vila de Međugorje, na Bósnia e Herzegovina, à época República Socialista Federativa da Jugoslávia.

## As aparições

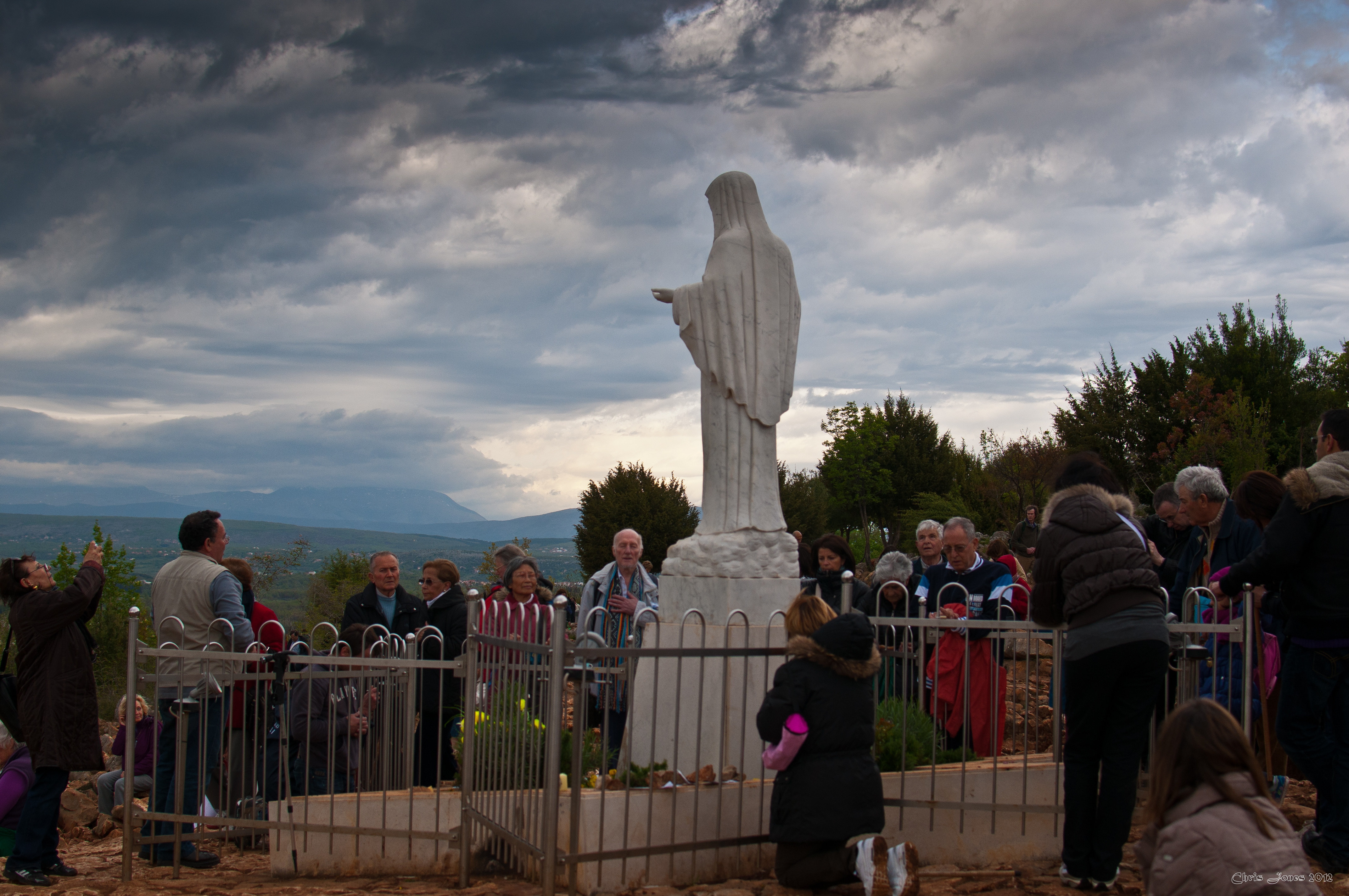
Estátua de Nossa Senhora de Međugorje, Rainha da Paz, no local da primeira aparição

No dia 24 de junho de 1981, Mirjana Dragicevic e Ivanka Ivankovic relataram ter recebido uma aparição da Virgem Maria na vila de Međugorje. No dia seguinte, outras quatro crianças (Marija Pavlovic, Jakov Colo, Vicka Ivankovic e Ivan Dragicevic) também relataram ter observado a mesma aparição. Nos anos seguintes, os seis videntes continuaram sempre a relatar aparições da Virgem Maria diariamente, e isto à medida que Međugorje se tornava num famoso local de peregrinação cristã.

## Veneração

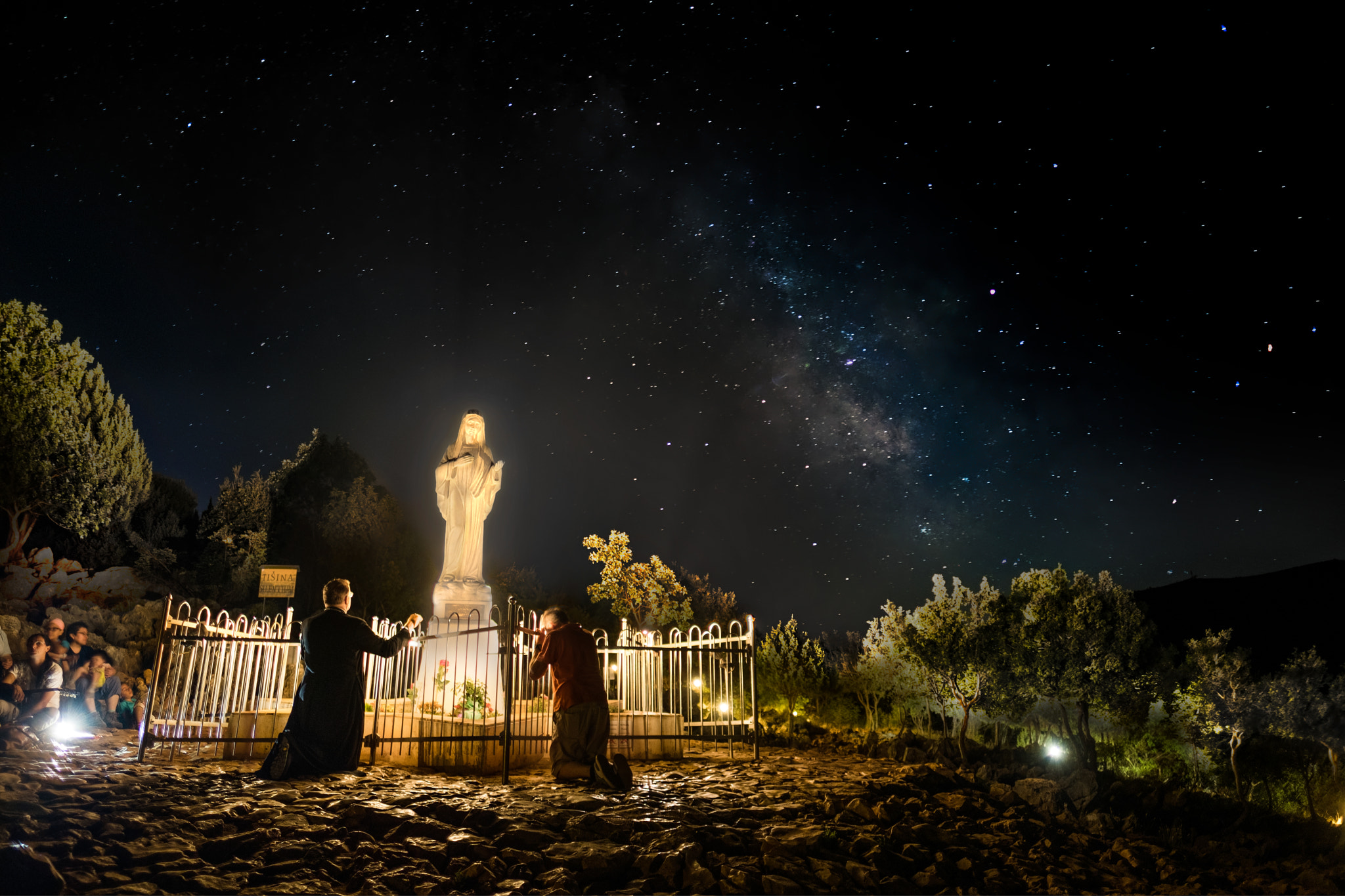
A colina das aparições (ou Monte Podbrdo), à noite

Estima-se que dois milhões de pessoas viajem anualmente à vila de Međugorje, em busca do conforto espiritual e das graças de Nossa Senhora, intitulada Rainha da Paz. No Brasil, a fé na Virgem da Bósnia já é compartilhada por cerca de um milhão de fiéis. De Portugal e de Espanha partem também, anualmente, dezenas de peregrinações para prestar devoção a Nossa Senhora de Međugorje.

## Controvérsias e posição da Santa Sé
No início de 2008, o Papa Bento XVI ordenou que o líder espiritual das aparições, o padre franciscano Tomislav Vlasic fosse confinado em um mosteiro da Ligúria, na Itália e proibido de exercer suas funções eclesiásticas até que se concluisse a análise do processo contra ele. Vlasic foi acusado de "manipulação de consciências", heresia, "doutrina dúbia" e imoralidade sexual, crimes que são previstos pelo código canônico. Seis anos depois de sua ordenação sacerdotal, em 1976, ele teria engravidado uma freira chamada Rufina. O padre então a convenceu a ir para a Alemanha, evitando assim o escândalo. Rufina partiu com a promessa do padre de que se juntaria a ela assim que abandonasse o sacerdócio, o que nunca aconteceu. Segundo especialistas do Vaticano, se a Santa Sé colocou sob suspeita a idoneidade do padre Vlasic, estaria também colocando sob suspeita a veracidade das aparições de Međugorje.
Segundo declarações do então porta-voz da Santa Sé Federico Lombardi, o Vaticano manteria uma posição reservada sobre o assunto.

## Reconhecimento

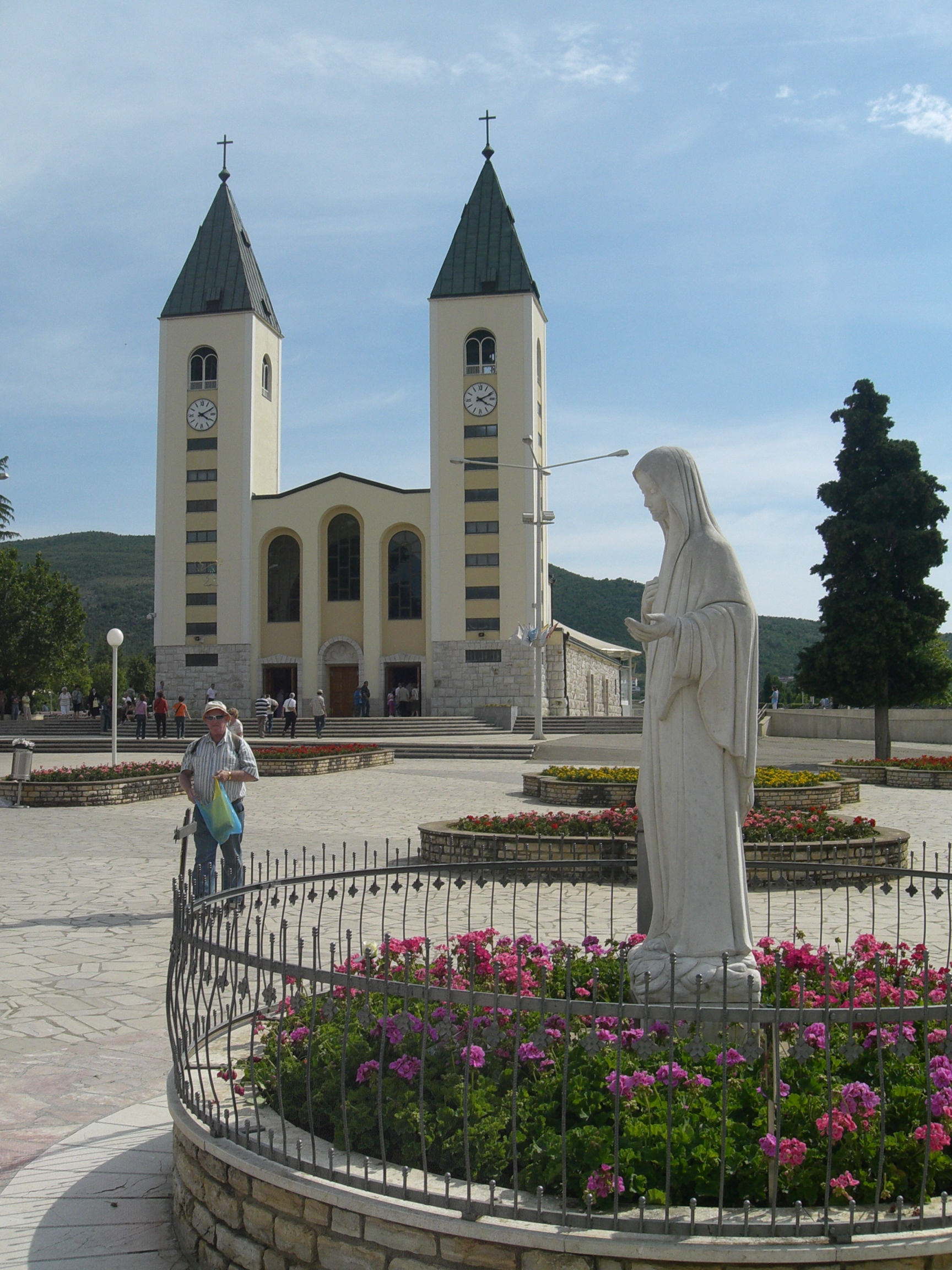
Estátua de Nossa Senhora, Rainha da Paz, em frente ao Santuário de Međugorje

Em 28 de agosto de 2024, o Papa Francisco aprovou um texto que reconhece os frutos espirituais ligados à experiência de Medjugorje, autorizando os fiéis a aderir a ela, uma vez que "foram verificados muitos frutos positivos e não se difundiram no Povo de Deus efeitos negativos ou arriscados". Também foi esclarecido que o juízo positivo não se aplica à vida privada dos videntes e que, em todo caso, os dons espirituais "não exigem necessariamente a perfeição moral das pessoas envolvidas para poder agir".
Durante uma conferência realizada pelo prefeito do Dicastério para a Doutrina da Fé em 19 de setembro de 2024, o Cardeal Víctor Manuel Fernández anunciou a nota intitulada "A Rainha da Paz", que torna público o parecer positivo do sumo pontífice sobre o fenômeno e o esclarecimento de algumas partes das mensagens relacionadas.
A nota afirma que bispo de Mostar-Duvno, Dom Petar Palić emitiu o nihil obstat sobre as mensagens de Medjugorje, em acordo com a Santa Sé. A nota relembra que, como qualquer outra alegada aparição ou fenômeno sobrenatural, os fiéis não são obrigados a crer, no entanto que através da aprovação das mensagens e dos frutos positivos eles possam "receber um estímulo positivo para sua vida cristã através desta proposta espiritual e autoriza o culto público" e que "a avaliação positiva da maior parte das mensagens de Medjugorje como textos edificantes não implica declarar que tenham uma direta origem sobrenatural".
A nota também incentiva que "as autoridades eclesiásticas dos lugares onde ela (a devoção relacionada aos fenômenos de Medjugorje) esteja presente são convidadas a apreciar o valor pastoral e a promover a difusão desta proposta espiritual" e que permaneceria inalterado o poder de cada bispo diocesano de tomar decisões prudenciais no caso de haver pessoas ou grupos que "utilizando inadequadamente este fenômeno espiritual, atuem de modo errado".
Segundo o Cardeal Fernández, "o que sobressai nos pontífices é uma atitude de grande respeito diante de uma devoção tão difundida no povo de Deus", que se traduz em "uma análise do fenômeno espiritual positivo" e não "em uma conclusão sobre a origem sobrenatural ou não do fenômeno". Fernández afirmou que durante um encontro com o Papa Francisco, o pontífice reiterou que é "absolutamente suficiente" o nihil obstat e que "não há necessidade de ir além com uma declaração de sobrenaturalidade". Também esclareceu que é suficiente "dizer aos fiéis: bem, vocês podem rezar, o culto é público, podem ser feitas peregrinações e essas mensagens podem ser lidas sem perigo".